# Surdegis
Surdegis is een plaats in de gemeente Anykščiai in het Litouwse district Utena. De plaats telt 244 inwoners (2001).